# Konståret 2011

## Händelser

### Januari
- 15 januari öppnar ett permanent Phantastenmuseum i Palais Pálffy på Josefsplatz 6 i Wien med bland annat bidrag av äldre och yngre företrädare för Den fantastiska realismens skola i Wien. Museet har även ett våningsplan för vandringsutställningar i samma anda.

### April
- 16 april – Konstgalleriet Turner Contemporary, med design av David Chipperfield, invigs i Margate, Kent, England.[1]

### Maj
- 21 maj – Konstgalleriet The Hepworth Wakefield, med design David Chipperfield, öppnas för allmänheten i West Yorkshire, England.[1]

### Okänt datum
- Europas kulturhuvudstäder är Åbo (Finland) och Tallinn (Estland).
- Åke Andréns konstnärsstipendium instiftades.

## Priser och utmärkelser
- Fredrik Roos stipendium – Oskar Mörnerud

## Utställningar

### Mars
- 24 mars–14 augusti: Nationalmuseums omdiskuterade Eroticautställning Lust & Last.[2][3]

### Juni
- 4 juni–27 november: Venedigbiennalen
- 17 juni–3 oktober: Robert Mapplethorpe på Fotografiska i Stockholm.[4][5]

### Juli
- 8 juli–4 augusti: Karl Backmans uppmärksammade samarbete med porrskådespelare på Museum Of Porn In Art i Zürich.[6][7]

## Avlidna
- 25 maj – Leonora Carrington, 94, brittisk-mexikansk surrealist.[8]

### Fotnoter
1. 1 2  Higgins, Charlotte (10 april 2011). ”Amid tough times, gallery building boom brings hope for the future”. The Guardian:  s. 11.
2. ↑  DN.se; ”Lust och last”
3. ↑  DN.se; Patriarkalt och misslyckat Arkiverad 21 oktober 2011 hämtat från the Wayback Machine.
4. ↑  Robert Mapplethorpe 17 juni – 3 oktober 2011  Arkiverad 11 oktober 2011 hämtat från the Wayback Machine.
5. ↑  DN.se; Renässanskroppen i Mapplethorpes tolkning
6. ↑  The Museum of Porn in Art presents an exhibition by KARL BACKMAN Arkiverad 23 november 2011 hämtat från the Wayback Machine.
7. ↑  May Ling Su MayLingSu.com Arkiverad 2 oktober 2013 hämtat från the Wayback Machine.
8. ↑  Mark Stevenson, Associated Press (26 maj 2011). ”Surrealist Leonora Carrington dies at 94 in Mexico”. deseret.com. https://www.deseret.com/2011/5/26/20194313/surrealist-leonora-carrington-dies-at-94-in-mexico#file-in-this-may-22-2009-file-photo-a-detail-from-chiki-ton-pays-by-english-born-and-mexican-based-artist-leonora-carrington-on-exhibit-during-a-preview-of-latin-american-art-at-sothebys-in-new-york-carrington-considered-one-of-the-last-of-the-original-surrealists-died-late-wednesday-may-25-2011-she-was-94.